# Bradley Whitford
Bradley Whitford  (Madison, Wisconsin, 1959. október 10. –) háromszoros Primetime Emmy-díjas amerikai színész, politikai aktivista.

## Élete és pályafutása
Leghíresebb szerepe Josh Lyman, a Fehér Ház kabinetfőnök-helyettese az NBC Az elnök emberei című sorozatában (1999-2006). Alakításáért 2001 és 2003 között három egymást követő évben jelölték Primetime Emmy-díjra (ebből 2001-ben egyet megnyert), valamint Golden Globe-ra. A sorozat befejezése után Danny Tripp szerepében tűnt fel A színfalak mögött című vígjáték-drámasorozatban (2006-2007). Játszott továbbá a Furcsa páros (2010), A mentalista (2011) és a Brooklyn 99 – Nemszázas körzet (2015-2017) című sorozatokban is.
Fontosabb filmjei közt található a Billy Madison – A dilidiák (1995), A Pentagon titkai (2017), a Tűnj el! (2017)
2015-ben második Primetime Emmy-díját is megszerezte a Nincs titok című sorozattal, ezután (ugyanebben a sorozatban) egy másik szerepléséért ötödik alkalommal is jelölték a díjra. 2018-tól A szolgálólány meséje egyik főszereplője, mellyel egy harmadik Primetime Emmy-díjat is kiérdemelt.
A színészet mellett 2009-ig újságíróként dolgozott a The Huffington Post című lapnak, emellett liberális politikai aktivistaként is tevékenykedik.

## Filmográfia

### Film
| Év   | Magyar cím                                   | Eredeti cím                                | Szerep                | Magyar hang        |
| ---- | -------------------------------------------- | ------------------------------------------ | --------------------- | ------------------ |
| 1986 |                                              | Dead as a Doorman                          | Terry Reilly          |                    |
| 1987 | Egy bébiszitter kalandjai                    | Adventures in Babysitting                  | Mike Todwell          |                    |
| 1987 | A suttyók visszavágnak 2. – Gyagyás nyaralás | Revenge of the Nerds II: Nerds in Paradise | Roger                 |                    |
| 1990 |                                              | Vital signs                                | Dr. Donald Ballentine |                    |
| 1990 | Ártatlanságra ítélve                         | Presumed Innocent                          | Jamie Kemp            | Wohlmuth István    |
| 1990 | A vadnyugat fiai 2.                          | Young Guns II                              | Charles Phalen        | Fazekas István     |
| 1990 | Ébredések                                    | Awakenings                                 | Dr. Tyler             |                    |
| 1992 | Egy asszony illata                           | Scent of a Woman                           | Randy                 | Szacsvay László    |
| 1993 | Robotzsaru 3.                                | RoboCop 3                                  | Fleck                 | Holl Nándor        |
| 1993 | Életem                                       | My Life                                    | Paul Ivanovich        | Lux Ádám           |
| 1993 | Tökéletes világ                              | A Perfect World                            | Bobby Lee             |                    |
| 1993 | Philadelphia – Az érinthetetlen              | Philadelphia                               | Jamey Collins         |                    |
| 1993 |                                              | The Silent Alarm (rövidfilm)               | játékvezető apa       |                    |
| 1994 | Az ügyfél                                    | The Client                                 | Thomas Fink           | Imre István        |
| 1994 | Öreg harcos                                  | Cobb                                       | bírósági kézbesítő    |                    |
| 1995 | Billy Madison – A dilidiák                   | Billy Madison                              | Eric Gordon           | Kassai Károly      |
| 1995 | Fuss, szaladj, menekülj!                     | The Desperate Trail                        | Tommy Donnelly        | Holl Nándor        |
| 1996 | Álnokok és elnökök                           | My Fellow Americans                        | Carl Witnaur          | Holl Nándor        |
| 1996 |                                              | Wildly Available                           | professzor            |                    |
| 1997 | Lángelmék                                    | Masterminds                                | Miles Lawrence        |                    |
| 1997 | Vörös sarok                                  | Red Corner                                 | Bob Ghery             | Kautzky Armand     |
| 1997 |                                              | The People                                 | Michael Leary         |                    |
| 1999 | A múzsa csókja                               | The Muse                                   | Hal                   | Szőke Zoltán       |
| 1999 | A kétszáz éves ember                         | Bicentennial Man                           | Lloyd Charney         | Szokol Péter       |
| 2001 | Kate és Leopold                              | Kate & Leopold                             | J.J. Camden           | Kőszegi Ákos       |
| 2005 | Négyen egy gatyában                          | The Sisterhood of the Traveling Pants      | Al                    | Tarján Péter       |
| 2005 | Manhattan kicsiben                           | Little Manhattan                           | Adam                  |                    |
| 2007 | An American Crime: Bűnök                     | An American Crime                          | Leroy K. New ügyész   |                    |
| 2008 | Borban az igazság                            | Bottle Shock                               | Saunders professzor   | Fekete Zoltán      |
| 2012 | Ház az erdő mélyén                           | The Cabin in the Woods                     | Richard Sitterson     | Holl Nándor        |
| 2012 |                                              | Man Up, Little Boy (rövidfilm)             | Walter                |                    |
| 2013 |                                              | Savannah                                   | Jack Cay              |                    |
| 2013 |                                              | Decoding Annie Parker                      | Marshall Parker       |                    |
| 2013 | Marvel-kisfilm: Carter ügynök (rövidfilm)    | Marvel One-Shot: Agent Carter              | John Flynn ügynök     |                    |
| 2013 | CBGB                                         | CBGB                                       | Nicky Gant            |                    |
| 2013 | Banks úr megmentése                          | Saving Mr. Banks                           | Don DaGradi           |                    |
| 2015 | Láttam a fényt                               | I Saw the Light                            | Fred Rose             | Epres Attila       |
| 2016 |                                              | Other People                               | Norman Mulcahey       |                    |
| 2017 | Tűnj el!                                     | Get Out                                    | Dean Armitage         | Rosta Sándor       |
| 2017 | A nagy esemény                               | A Happening of Monumental Proportions      | Arthur Schneedy       |                    |
| 2017 | Megan Leavey                                 | Megan Leavey                               | Bob Leavey            | Barbinek Péter     |
| 2017 | Csillogó álmom                               | Unicorn Store                              | Gene                  |                    |
| 2017 | A három Krisztus                             | Three Christs                              | Clyde                 | Epres Attila       |
| 2017 | A Pentagon titkai                            | The Post                                   | Arthur Parsons        | Kassai Károly      |
| 2018 | Sötét elmék                                  | The Darkest Minds                          | Gray elnök            | Rosta Sándor       |
| 2018 | Pusztító                                     | Destroyer                                  | DiFranco              | Tarján Péter       |
| 2018 | Pusztító                                     | Destroyer                                  | DiFranco              | Rosta Sándor       |
| 2019 | Godzilla II. – A szörnyek királya            | Godzilla: King of the Monsters             | Dr. Rick Stanton      | Gyabronka József   |
| 2019 | Phil védőbeszéde                             | Phil                                       | Michael Fisk          | Tarján Péter       |
| 2019 | Megkésett kitüntetés                         | The Last Full Measure                      | Carlton Stanton       | Háda János         |
| 2020 |                                              | Sergio                                     | Paul Bremer           |                    |
| 2020 | A vadon hívó szava                           | The Call of the Wild                       | Miller                | Tarján Péter       |
| 2020 | Kanári                                       | Songbird                                   | William Griffin       | Tarján Péter       |
| 2021 | Mielőtt mindennek vége                       | How It Ends                                | Kenny                 | Tarján Péter       |
| 2021 | Tick, Tick... Boom!                          | Tick, Tick... Boom!                        | Stephen Sondheim      | Ifj. Fillár István |
| 2022 | Rosaline                                     | Rosaline                                   | Adrian Capulet        |                    |
| 2023 |                                              | I'll Be Right There                        | Henry                 |                    |

### Televízió
| Év        | Magyar cím                               | Eredeti cím                                     | Szerep                     | Megjegyzés                                                  |
| --------- | ---------------------------------------- | ----------------------------------------------- | -------------------------- | ----------------------------------------------------------- |
| 1985      |                                          | The Equalizer                                   | Dillart                    | 1 epizód                                                    |
| 1986      | Antiterrorista csoport                   | C.A.T. Squad                                    | Leon Trepper               | tévéfilm                                                    |
| 1987      |                                          | The Betty Ford Story                            | Jack Ford                  | tévéfilm                                                    |
| 1988      | Történetek a sötét oldalról              | Tales from the Darkside                         | Tom Dash                   | 1 epizód                                                    |
| 1993      |                                          | Black Tie Affair                                | Dave Brodsky               | 5 epizód                                                    |
| 1994      | New York rendőrei                        | NYPD Blue                                       | Norman Gardner             | 4 epizód                                                    |
| 1994      |                                          | Ellen                                           | Doug                       | 1 epizód                                                    |
| 1994      | X-akták                                  | The X-Files                                     | Daniel Trepkos             | - 1 epizód (Tűzjáró) - magyar hangja: - Selmeczi Roland     |
| 1994      | A csalás hálójában                       | Web of Deception                                | Larry Lake                 | tévéfilm                                                    |
| 1995      | Vészhelyzet                              | ER                                              | Sean O'Brien               | 2 epizód                                                    |
| 1995      |                                          | Nothing But the Truth                           | 'Mack' McCarthy            | tévéfilm                                                    |
| 1996      | Angyali érintés                          | Touched by an Angel                             | Steven Thomas Bell         | 1 epizód                                                    |
| 1997      |                                          | Tracey Takes On...                              | Nik                        | 1 epizód                                                    |
| 1997      | Szolgálatban: Időzített bomba            | In the Line of Duty: Blaze of Glory             | Tom LaSalle                | tévéfilm                                                    |
| 1997      | A klónok eljövetele                      | Cloned                                          | Rick Weston                | tévéfilm                                                    |
| 1997      |                                          | High Incident                                   | Carl Engler rendőr         | 1 epizód                                                    |
| 1998      | Pasik                                    | The Secret Lives of Men                         | Phil                       | - 13 epizód - magyar hangja: - Tarján Péter                 |
| 1999–2006 | Az elnök emberei                         | The West Wing                                   | Josh Lyman                 | - 149 epizód - magyar hangja: - Tarján Péter                |
| 1999      | Felicity                                 | Felicity                                        | Tom Anderson               | 1 epizód                                                    |
| 1999      | Álarcok                                  | Behind the Mask                                 | Brian Shushan              | tévéfilm                                                    |
| 1999      | Lángoló égbolt                           | The Sky's On Fire                               | John Morgan                | tévéfilm                                                    |
| 2002      | Már megint Malcolm                       | Malcolm in the Middle                           | Meg férje                  | 1 epizód                                                    |
| 2002      | Frasier – A dumagép                      | Frasier                                         | Stu                        | 1 epizód                                                    |
| 2005      | Apák és fiaik                            | Fathers and Sons                                | Anthony                    | tévéfilm                                                    |
| 2006–2007 | A színfalak mögött                       | Studio 60 on the Sunset Strip                   | Danny Tripp                | 21 epizód                                                   |
| 2008      | Lángoló Föld                             | Burn Up                                         | Mack                       | 2 epizód                                                    |
| 2009      | Monk – A flúgos nyomozó                  | Monk                                            | Dean Berry                 | 1 epizód                                                    |
| 2009      |                                          | Off Duty                                        | Glenn Falcon nyomozó       | tévéfilm                                                    |
| 2010      |                                          | The Sarah Silverman Program                     | Toby Grossnickel           | 1 epizód                                                    |
| 2010      | Furcsa páros                             | The Good Guys                                   | Dan Stark nyomozó          | 20 epizód                                                   |
| 2010      |                                          | Glenn Martin, DDS                               | Gonzo Gonzales (hangja)    | 1 epizód                                                    |
| 2011      | Célkeresztben                            | In Plain Sight                                  | Adam Wilson / Adam Roston  | 1 epizód                                                    |
| 2011      | Esküdt ellenségek: Los Angeles           | Law & Order: Los Angeles                        | Miklin ügyvéd              | 1 epizód                                                    |
| 2011      | A mentalista                             | The Mentalist                                   | Timothy Carter             | 2 epizód                                                    |
| 2011      |                                          | Have a Little Faith                             | Mitch Albom                | tévéfilm                                                    |
| 2012      | Városfejlesztési osztály                 | Parks and Recreation                            | Pillner tanácsnok          | 1 epizód                                                    |
| 2012      |                                          | The Asset                                       | Leo Maxiell                | tévéfilm                                                    |
| 2013      | Shameless – Szégyentelenek               | Shameless                                       | Abraham Paige              | 2 epizód                                                    |
| 2013      | Csoportban marad                         | Go On                                           | Hughie                     | 1 epizód                                                    |
| 2013      |                                          | Lauren                                          | Paul Milgram               | 6 epizód                                                    |
| 2013      | Tömény történelem                        | Drunk History                                   | William Jennings Bryan     | 1 epizód                                                    |
| 2013–2014 |                                          | Trophy Wife                                     | Pete Harrison              | 22 epizód                                                   |
| 2014      | Esküdt ellenségek: Különleges ügyosztály | Law & Order: Special Victims Unit               | Frank Maddox               | 1 epizód                                                    |
| 2014      |                                          | Alpha House                                     | Ned szenátor               | 1 epizód                                                    |
| 2014–2019 | Nincs titok                              | Transparent                                     | Marcy / Magnus Hirschfeld  | 8 epizód                                                    |
| 2015      |                                          | Happyish                                        | Jonathan Cooke             | 10 epizód                                                   |
| 2015–2017 | Brooklyn 99 – Nemszázas körzet           | Brooklyn Nine-Nine                              | Roger Peralta százados     | 3 epizód                                                    |
| 2016      | A végsőkig                               | All the Way                                     | Hubert Humphrey            | - tévéfilm - magyar hangja: - Holl Nándor                   |
| 2016      | Jobb idők                                | Better Things                                   | Gary                       | 1 epizód                                                    |
| 2017      |                                          | Chicago Justice                                 | Albert Forest              | 1 epizód                                                    |
| 2017–2019 | Anyák gyöngye                            | Mom                                             | Mitch                      | 2 epizód                                                    |
| 2017–2019 | Aranyhaj: A sorozat                      | Tangled: The Series                             | Trevor király (hangja)     | 3 epizód                                                    |
| 2018–2025 | A szolgálólány meséje                    | The Handmaid's Tale                             | Joseph Lawrence parancsnok | - főszereplő - magyar hangja: - Szersén Gyula - Dunai Tamás |
| 2019      | A Szilícium-völgy urai                   | Valley of the Boom                              | James L. Barksdale         | 6 epizód                                                    |
| 2019      |                                          | Flack                                           | Calvin Cooper              | 1 epizód                                                    |
| 2019–2020 | Végtelen vonat                           | Infinity Train                                  | Sieve ügynök (hangja)      | - 5 epizód - magyar hangja:[forrás?] - Potocsny Andor       |
| 2019–2020 |                                          | Perfect Harmony                                 | Arthur Cochran             | főszereplő                                                  |
| 2020      |                                          | A West Wing Special to Benefit When We All Vote | Josh Lyman                 | 1 epizód                                                    |
| 2020      | Amerikai fater                           | American Dad!                                   | Vic Mancuso (hangja)       | 1 epizód                                                    |
| 2021      | Jurassic World: Krétakori tábor          | Jurassic World Camp Cretaceous                  | Mitch (hangja)             | 5 epizód                                                    |
| 2021      | Mi lenne, ha…?                           | What If...?                                     | John Flynn (hangja)        | - 1 epizód - magyar hangja: - Seder Gábor                   |
| 2022      | Macitesók                                | We Baby Bears                                   | Glen (hangja)              | 1 epizód                                                    |
| 2022      |                                          | Echo 3                                          | Eric Haas II               | 3 epizód                                                    |
| 2023      | Esküdt ellenségek: Különleges ügyosztály | Law & Order: Special Victims Unit               | Pence Humphreys            | 1 epizód                                                    |
| 2023      | The Wonder Years                         | The Wonder Years                                | Dennis Van Der Kamp        | 1 epizód                                                    |
| 2024      |                                          | Parish                                          | Anton                      | 4 epizód                                                    |

## Fordítás
- Ez a szócikk részben vagy egészben  a   Bradley Whitford című angol Wikipédia-szócikk fordításán alapul.  Az eredeti cikk szerkesztőit annak laptörténete sorolja fel. Ez a jelzés csupán a megfogalmazás eredetét és a szerzői jogokat jelzi, nem szolgál a cikkben szereplő információk forrásmegjelöléseként.